# Tito Paris
Aristides Paris, más conocido como Tito Paris (Mindelo, Isla de São Vicente, Cabo Verde, 30 de mayo de 1963) es un compositor, cantante y músico de sostenida trayectoria. Radicado desde hace algunos años en Lisboa, se encuentra entre los principales divulgadores de la música caboverdiana en el mundo.

## Biografía
Su aproximación a la música tiene origen en la infancia, puesto que nace en el seno de una familia fuertemente vinculada en diferentes formas con actividades relacionadas con este arte, de ellos recibe las primeras nociones de canto, en tanto aprende a tocar instrumentos tan variados como violín, cavaquinho, bajo, guitarra y batería. En su ciudad natal y siendo aun niño realiza sus primeras experiencias artísticas en discotecas y bares. De esa época, reconoce que las personas que mayor influencia tuvieron en su formación fueron – entre otros- Luís Morais, Valdlemar Lopes da Silva, Chico Serra.
A la edad de 19 años, Tito Paris se traslada a Lisboa, a pedido de Bana (otra referencia ineludible de la cultura caboverdiana) para integrarse como músico a su grupo Voz de Cabo Verde . Debido a que Tito deseaba tocar el bajo y se le ofrece integrarse como baterista, se halla a punto de abandonar el proyecto y emprender el regreso, cuando, se produce el alejamiento de Bebeto – bajista del grupo- y es invitado a sustituirlo. Esta etapa de su carrera se prolonga por espacio de 4 años, siendo ese un tiempo de especial importancia para el artista ya que la acumulación de conocimientos y experiencia permiten a Tito dar comienzo a un período de trabajo independiente, volviéndose uno de los músicos caboverdianos más conocidos de Lisboa, tanto, que será solicitado por sus coterráneos como por músicos portugueses de la talla de Rui Veloso o Dany Silva.

## Historia
En 1987 Tito Paris edita y produce su primer álbum Fidjo Maguado, totalmente instrumental y grabado en solitario, sus particulares dotes como músico quedan de manifiesto resaltando su talento como guitarrista. Luego, en 1994 conforma un grupo y graba Dança Ma Mi Criola , posteriormente, en 1996 lanza Graça de Tchega, editando a continuación dos trabajos en vivo Ao Vivo no B´Leza en 1998 y 27/07/90 Ao Vivo al año siguiente. Con anterioridad a la aparición de sus trabajos en vivo, el registro “pirata” de uno de sus conciertos en un club de Lisboa, superó la cifra de 150.000 copias vendidas en varios países, esta grabación registrada en estéreo y sin masterización será posteriormente lanzada en el año 2001. Guilhermina es un álbum que ve la luz en 2002, grabado en estudio. Con ediciones separadas, una africana y otra europea, aparece un nuevo disco llamado Tito Paris Acústico.
Este músico de Cabo Verde ha tenido destacada participación también en proyectos de otros artistas, tal es el caso de su compatriota Cesária Évora, con quien colabora en la edición de su primer disco, escribiendo el tema “Regresso” (sencillo del disco), realizando los arreglos musicales para diversos instrumentos y asumiendo la producción. Además, se suman innumerables grabaciones, conciertos y giras en los cuales ha compartido trabajos, con artistas como Mariza, Vitorino, Sergio Godinho, Paulo de Carvalho, Don Kikas y tantos otros.
La obra musical de Tito Paris se ha caracterizado por una constante contribución en el plano de la renovación y fusión de ritmos tradicionales de Cabo Verde como la morna, coladera o funaná con otros ritmos e influencias del espacio comprendido en la lusofonía. 
Países como Francia, España, Inglaterra, Noruega, EE.UU, Canadá y otros han tenido la posibilidad de apreciar su arte en vivo.

## Discografía
- 1987 Fidjo Maguado
- 1994 Dança Ma Mi Criola
- 1996 Graça De Tchega
- 1998 Ao Vivo No B´Leza
- 1999 Ao Vivo (27/ 07/90)
- 2002 Guilhermina
- 2005 Tito Paris Acústico (Edición Africana)
- 2007 Tito Paris Acústico (Edición Europea)
- 2010 Mozamverde

## Enlaces
- Biografía de Tito Paris
- Sitio de MySpace
- Blog sobre Tito Paris
- Perfil de Tito en Sodade Online (enlace roto disponible en Internet Archive; véase el historial, la primera versión y la última).
- Recortes de Prensa (en varios idiomas)
- Entrevista con Tito Paris: "I`m going to sing until I die" (En inglés) (enlace roto disponible en Internet Archive; véase el historial, la primera versión y la última).

- Datos: Q1258044
- Multimedia: Tito Paris / Q1258044